# Saint-Germain-la-Poterie
Pour les articles homonymes, voir Saint-Germain.
Saint-Germain-la-Poterie est une commune française située dans le département de l'Oise, en région Hauts-de-France.

## Géographie
|                     | Savignies                | Le Mont-Saint-Adrien |
| Lachapelle-aux-Pots | Saint-Germain-la-Poterie |                      |
| Ons-en-Bray         |                          | Saint-Paul           |

### Hydrographie

#### Réseau hydrographique
La commune est située dans le bassin Seine-Normandie. Elle est drainée par le fossé 01 de la commune de Saint-Germain-la-Poterie, le ruisseau des Bonshommes, le ruisseau du Bois des Vallees et le ruisseau Saint-Francois,,.

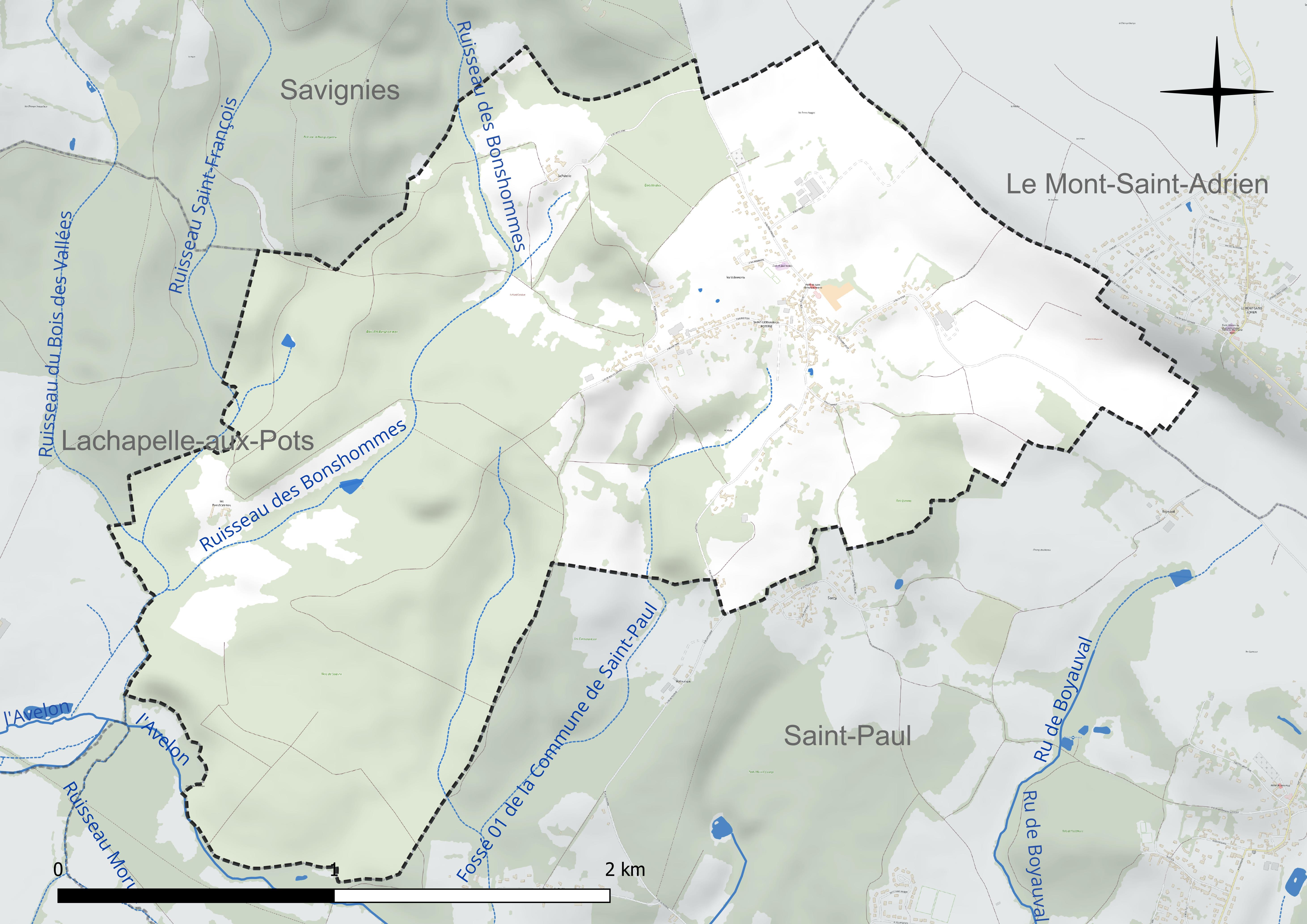
Réseau hydrographique de Saint-Germain-la-Poterie.

#### Gestion et qualité des eaux
Le territoire communal est couvert par le schéma d'aménagement et de gestion des eaux (SAGE) « Sensée ». Ce document de planification concerne un territoire de 1 219 km2 de superficie, délimité par le bassin versant du Thérain. Le périmètre a été arrêté le 27 janvier 2023 et le SAGE proprement dit est, en 2024, en cours d'élaboration. La structure porteuse de l'élaboration et de la mise en œuvre est le syndicat intercommunal de la Vallée du Thérain (SIVT). 
La qualité des cours d'eau peut être consultée sur un site dédié géré par les agences de l'eau et l'Agence française pour la biodiversité. 

### Climat
Pour des articles plus généraux, voir Climat des Hauts-de-France et Climat de l'Oise.
En 2010, le climat de la commune est de type climat océanique dégradé des plaines du Centre et du Nord, selon une étude du CNRS s'appuyant sur une série de données couvrant la période 1971-2000. En 2020, Météo-France publie une typologie des climats de la France métropolitaine dans laquelle la commune est exposée à un climat océanique et est dans une zone de transition entre les régions climatiques « Sud-ouest du bassin Parisien » et « Nord-est du bassin Parisien ». 
Pour la période 1971-2000, la température annuelle moyenne est de 10,2 °C, avec une amplitude thermique annuelle de 14,2 °C. Le cumul annuel moyen de précipitations est de 773 mm, avec 11,9 jours de précipitations en janvier et 8,3 jours en juillet. Pour la période 1991-2020, la température moyenne annuelle observée sur la station météorologique la plus proche, située sur la commune de Tillé à 10 km à vol d'oiseau, est de 11,0 °C et le cumul annuel moyen de précipitations est de 655,5 mm,. Pour l'avenir, les paramètres climatiques de la commune estimés pour 2050 selon différents scénarios d'émission de gaz à effet de serre sont consultables sur un site dédié publié par Météo-France en novembre 2022.

## Urbanisme

### Typologie
Au 1er janvier 2024, Saint-Germain-la-Poterie est catégorisée commune rurale à habitat dispersé, selon la nouvelle grille communale de densité à sept niveaux définie par l'Insee en 2022.
Elle est située hors unité urbaine. Par ailleurs la commune fait partie de l'aire d'attraction de Beauvais, dont elle est une commune de la couronne,. Cette aire, qui regroupe 162 communes, est catégorisée dans les aires de 50 000 à moins de 200 000 habitants,.

### Occupation des sols
L'occupation des sols de la commune, telle qu'elle ressort de la base de données européenne d'occupation biophysique des sols Corine Land Cover (CLC), est marquée par l'importance des forêts et milieux semi-naturels (55,1 % en 2018), une proportion identique à celle de 1990 (55,1 %). La répartition détaillée en 2018 est la suivante : 
forêts (55,1 %), prairies (27,4 %), terres arables (12,2 %), zones urbanisées (5,3 %). L'évolution de l'occupation des sols de la commune et de ses infrastructures peut être observée sur les différentes représentations cartographiques du territoire : la carte de Cassini (XVIIIe siècle), la carte d'état-major (1820-1866) et les cartes ou photos aériennes de l'IGN pour la période actuelle (1950 à aujourd'hui).

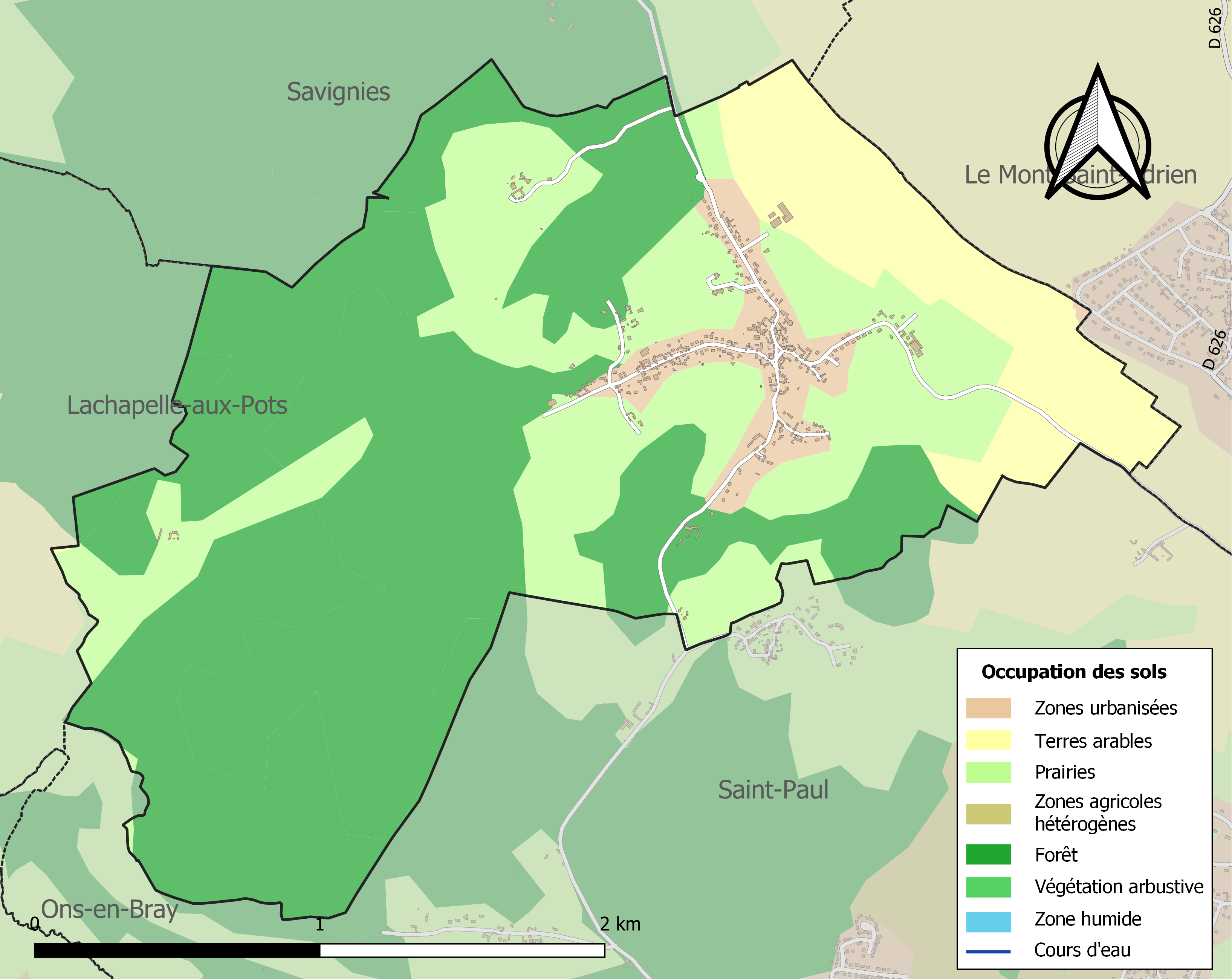
Carte des infrastructures et de l'occupation des sols de la commune en 2018 (CLC).

### Voies de communication et transports
La commune est desservie, en 2023, par une ligne scolaire et le service de transport à la demande Corolis à la demande - Zone Centre du réseau Corolis ainsi que par les lignes 611 et 6148 du réseau interurbain de l'Oise.

## Toponymie
Le nom de la localité est attesté sous les formes Sanctus Germanus (1147) ; « Sanctus Germanus ubi olim foreste capituli » (1296) ; Sainc Germain la poterye (1454) ; Sainct Germain (1454) ; Germain la Poterie (1794) ; Saint Germain (1831) ; Saint-Germain-la-Poterie (1840).

Saint-Germain est un hagiotoponyme.
Saint-Germain-la-Poterie, était installé au milieu de la zone si peu hospitalière des forêts. Ce village s'est fixé directement sur les lieux d'extraction d'argile. Notons par ailleurs le toponyme du « chemin des potiers » qui reliait Saint-Germain-la-Poterie à Allonne.

## Histoire
À la fin de la Seconde Guerre mondiale, une communauté trotskiste s'est installée à Saint-Germain-la-Poterie. Elle était dirigée par Louis Dalmas, dont le beau-frère y avait acquis une ferme. Elle recueillait notamment des prisonniers soviétiques évadés des camps de la région et a été le siège en 1944 d'une réunion de la Quatrième Internationale,,,,.

## Politique et administration
| Période                                  | Période                         | Identité          | Étiquette | Qualité    |
| ---------------------------------------- | ------------------------------- | ----------------- | --------- | ---------- |
| Les données manquantes sont à compléter. |                                 |                   |           |            |
|                                          | 2008                            | Francis Bellou    |           |            |
| mars 2008                                | 2014                            | Guy Becquet       |           |            |
| 2014                                     | En cours (au 30 septembre 2014) | Claudine Geoffroy |           | Enseignant |

## Population et société

### Démographie

#### Évolution démographique
L'évolution du nombre d'habitants est connue à travers les recensements de la population effectués dans la commune depuis 1793. Pour les communes de moins de 10 000 habitants, une enquête de recensement portant sur toute la population est réalisée tous les cinq ans, les populations de référence des années intermédiaires étant quant à elles estimées par interpolation ou extrapolation. Pour la commune, le premier recensement exhaustif entrant dans le cadre du nouveau dispositif a été réalisé en 2007.

En 2022, la commune comptait 454 habitants, en évolution de +0,22 % par rapport à 2016 (Oise : +0,87 %, France hors Mayotte : +2,11 %).
| 1793 | 1800 | 1806 | 1821 | 1831 | 1836 | 1841 | 1846 | 1851 |
| ---- | ---- | ---- | ---- | ---- | ---- | ---- | ---- | ---- |
| 367  | 351  | 417  | 426  | 419  | 429  | 446  | 440  | 439  |

| 1856 | 1861 | 1866 | 1872 | 1876 | 1881 | 1886 | 1891 | 1896 |
| ---- | ---- | ---- | ---- | ---- | ---- | ---- | ---- | ---- |
| 402  | 375  | 331  | 314  | 326  | 325  | 308  | 303  | 287  |

| 1901 | 1906 | 1911 | 1921 | 1926 | 1931 | 1936 | 1946 | 1954 |
| ---- | ---- | ---- | ---- | ---- | ---- | ---- | ---- | ---- |
| 302  | 261  | 228  | 170  | 182  | 169  | 163  | 293  | 217  |

| 1962 | 1968 | 1975 | 1982 | 1990 | 1999 | 2006 | 2007 | 2012 |
| ---- | ---- | ---- | ---- | ---- | ---- | ---- | ---- | ---- |
| 277  | 311  | 334  | 362  | 420  | 402  | 410  | 411  | 409  |

| 2017 | 2022 | - | - | - | - | - | - | - |
| ---- | ---- | - | - | - | - | - | - | - |
| 477  | 454  | - | - | - | - | - | - | - |

#### Pyramide des âges
La population de la commune est relativement jeune.
En 2018, le taux de personnes d'un âge inférieur à 30 ans s'élève à 36,3 %, soit en dessous de la moyenne départementale (37,3 %). À l'inverse, le taux de personnes d'âge supérieur à 60 ans est de 25,7 % la même année, alors qu'il est de 22,8 % au niveau départemental.
En 2018, la commune comptait 228 hommes pour 255 femmes, soit un taux de 52,8 % de femmes, légèrement supérieur au taux départemental (51,11 %).
Les pyramides des âges de la commune et du département s'établissent comme suit.
| Hommes | Classe d’âge | Femmes |
| ------ | ------------ | ------ |
| 0,4    | 90 ou +      | 0,8    |
| 4,9    | 75-89 ans    | 6,8    |
| 17,9   | 60-74 ans    | 20,3   |
| 17,3   | 45-59 ans    | 18,3   |
| 20,4   | 30-44 ans    | 19,8   |
| 16,4   | 15-29 ans    | 15,9   |
| 22,6   | 0-14 ans     | 18,1   |

| Hommes | Classe d’âge | Femmes |
| ------ | ------------ | ------ |
| 0,5    | 90 ou +      | 1,4    |
| 5,5    | 75-89 ans    | 7,6    |
| 15,6   | 60-74 ans    | 16,3   |
| 20,8   | 45-59 ans    | 20     |
| 19,4   | 30-44 ans    | 19,4   |
| 17,6   | 15-29 ans    | 16,2   |
| 20,6   | 0-14 ans     | 19,1   |

## Culture locale et patrimoine

### Lieux et monuments

Église Saint-Germain.

- Église Saint-Germain.

### Héraldique
| Armes de Saint-Germain-la-Poterie | Les armes de Saint-Germain-la-Poterie se blasonnent ainsi : De sinople au pal cousu de gueules accompagné, au canton semestre, d'une fleur de chardon tigée de feuillé de deux pièces du même, à la bande d'or brochant sur le tout, chargé de deux branches de houx feuillées de quatre pièces, fruitées de trois pièces de gueules. * Il y a là non-respect de la règle de contrariété des couleurs : ces armes sont fautives. |